# René Eijkelkamp
René Antonius Maria Eijkelkamp (Dalfsen, 6 aprile 1964) è un procuratore sportivo, allenatore di calcio ed ex calciatore olandese, di ruolo attaccante.

## Palmarès

### Club

#### Competizioni nazionali
- Coppa del Belgio: 1

Club Bruges: 1994-1995
- Supercoppa del Belgio: 1

Club Bruges: 1994
- Coppa dei Paesi Bassi: 1

PSV Eindhoven: 1995-1996
- Supercoppa dei Paesi Bassi: 1

PSV Eindhoven: 1996
- Campionato olandese: 1

PSV Eindhoven: 1996-1997